# Джон Фіцджеральд, 1-й граф Кілдер
Джон ФітцТомас ФіцДжеральд (англ. John FitzThomas FitzGerald; біля 1250 — 10 вересня 1316) — І граф Кілдер, ірландський аристократ нормансько-валійського походження, пер Ірландії, IV лорд Оффалі з 1287 року, І граф Кілдер з 1316 року.

## Життєпис
Джон ФітцТомас ФіцДжеральд був старшим сином Томаса ФітцМоріса ФіцДжеральда (пом. 1271) та Рогезії де Сент-Майкл і внуком Моріса Фіцджералда, 2-го лорда Оффалі. 
У 1291 році він мав конфлікт з Вільямом Вескі — лордом Кілдер, лордом-юстиціарієм Ірландії. На Джона було багато скарг про утиски жителів та щодо зневаги до питання оборони володінь короля Англії. З усіх феодалів Ірландії тих часів на Джона ФітцМоріса сипалась найбільше скарг і доносів. Можливо, це було пов'язано з тим, що він привласнив чимало земель щодо права успадкування яких точилися суперечки. На той час Джон ФіцДжеральд володів титулом IV лорда Оффалі після того як його дядько — Моріс ФіцДжеральд — ІІІ лорд Оффалі помер у 1287 році і ніяких інших спадкоємців титулу не лишилось. Вільям Вескі став на сторону тих, хто подавав скарги. Джон звинуватив їх в наклепі і брехні, звернувся до короля Англії Едуарда І Довгоногого і попросив вивчити це питання неупереджено. Король викликав їх обох в Лондон щоб прояснити ситуацію. Королю аргументи Джона ФіцДжеральда здалися більш переконливими. Лунали голоси, щоб суперечка була вирішена двобоєм на мечах. Але Вескі втік до Франції. Після цього король оголосив, що Джон ФіцДжеральд правий, йому були повернені маєтки і садиби в землях Кілдер, Ратанган та інші, які були конфісковані Вескі на користь корони.
Наприкінці ХІІІ століття король Англії Едвард І Довгоногий захопив Шотландію, користуючись тим, що трон Шотландії виявився вакантним. Але шотландці повстали за свою незалежність. Король Англії скликав своїх васалів на війну проти шотландських повстанців. Джон ФіцДжеральд тричі був викликаний королем на війну в Шотландію — в 1296, в 1299 та в 1301 роках. На війну він прибув разом з Джоном Воганом — новим лорд-юстиціарієм Ірландії.
Але тим часом і в самій Ірландії спалахнуло повстання за незалежність. Джона ФіцДжеральда відправили на придушення повстання в Ірландії. У 1307 році він разом з своїм зятем сером Едмундом Батлером воював проти ірландських повстанців в Оффалі. Повстанці зруйнували замок Гісгілл та захопили місто Лейкс. У 1312 році він очолив англійську армію відправлену на придушення повстання в Манстер. 25 травня 1315 року Едвард Брюс — брат короля Шотландії Роберта І Брюса висадився в Ірландії, був коронований верховним королем Ірландії, проголосив незалежне королівство Ірландія і почав війну проти англійський військ та ставлеників короля Англії. Джон ФіцДжеральд почав війну з Едвардом Брюсам, влаштував «велику різанину» ірландців. Едвард Брюс був розбитий і загинув в битві під Дандолк.
У нагороду за цю перемогу король Ангілї Едвард ІІ нагородив його титулом граф Кілдер 14 травня 1316 року. У цьому ж році Джон ФіцДжеральд заснував монастир Адар в графстві Лімерік.
Але він не довго носив титул графа і насолоджувався владою в Ірландії. У неділю 12 вересня 1316 року він помер в Ларахбаян, що недалеко від замку Мейнут. Похований був у францисканському монастирі в Кілдері.

## Родина
Джон ФіцДжеральд одружився з Бланш де ла Рош — дочкою Джона де ла Роша — лорда Фермой та Мод Волі (дочки Генрі Волі). У Джона і Бланш була два сини і дві дочки:
- Джеральд ФіцДжеральд — пом. 1303 році
- Томас ФіцДжеральд — ІІ граф Кілдер
- Джоан ФіцДжеральд — одружилась з Едмундом Батлером — графом Каррік в 1302 році
- Елізабет ФіцДжеральд — одружилась з Майклом Нетервіллем — предком віконта Нетервілль